# Liste des matchs de l'équipe de Corée du Sud de football par adversaire
Cette liste présente les matchs de l'équipe de Corée du Sud de football par adversaire rencontré. Lorsqu'une rivalité footballistique particulière existe entre la Corée du Sud et un autre pays, une page spécifique est parfois proposée.
- Haut – A
- B
- C
- D
- E
- F
- G
- H
- I
- J
- K
- L
- M
- N
- O
- P
- Q
- R
- S
- T
- U
- V
- W
- X
- Y
- Z

## A

### Algérie
| Date             | Lieu                   | Match                  | Score | Compétition                                         |
| ---------------- | ---------------------- | ---------------------- | ----- | --------------------------------------------------- |
| 5 décembre 1969  | Lieu inconnu           | Algérie - Corée du Sud | 1-3   | Match amical                                        |
| 30 janvier 1985  | Cochin Inde            | Algérie - Corée du Sud | 1-3   | 1er tour de la Nehru Cup (tournoi amical, groupe A) |
| 13 décembre 1985 | Nezahualcóyotl Mexique | Corée du Sud - Algérie | 2-0   | Amical                                              |
| 22 juin 2014     | Porto Alegre Brésil    | Corée du Sud - Algérie | 2-4   | Coupe du monde (Groupe H)                           |

Bilan partiel
- Total de matchs disputés : 4
- Victoires de l'équipe de Corée du Sud : 3
- Victoires de l'équipe d'Algérie : 1
- Matchs nuls : 0

### Allemagne
| Date             | Lieu   | Match                    | Score | Compétition                       |
| ---------------- | ------ | ------------------------ | ----- | --------------------------------- |
| 27 juin 1994     | Dallas | Allemagne - Corée du Sud | 3-2   | Coupe du monde 1994 (Groupe C)    |
| 25 juin 2002     | Séoul  | Corée du Sud - Allemagne | 0-1   | Coupe du monde 2002 (Demi-finale) |
| 19 décembre 2004 | Pusan  | Corée du Sud - Allemagne | 3-1   | Match amical                      |
| 27 juin 2018     | Kazan  | Corée du Sud - Allemagne | 2-0   | Coupe du monde 2018 (Groupe F)    |

Bilan
- Total de matchs disputés : 4
- Victoires de l'équipe d'Allemagne : 2
- Victoire de l'équipe de Corée du Sud : 2
- Match nul : 0
- Buts marqués : 7
- Buts encaissés : 5

### Angola
| Date          | Lieu               | Match                 | Score | Compétition  |
| ------------- | ------------------ | --------------------- | ----- | ------------ |
| 1er mars 2006 | Séoul Corée du Sud | Corée du Sud - Angola | 1-0   | Match amical |

Bilan
- Total de matchs disputés : 1
- Victoires de l'équipe d'Angola : 0
- Victoires de l'équipe de Corée du Sud : 1
- Match nul : 0

### Argentine
| Date         | Lieu           | Match                    | Score | Compétition                                |
| ------------ | -------------- | ------------------------ | ----- | ------------------------------------------ |
| 2 juin 1986  | Mexico Mexique | Argentine - Corée du Sud | 3-1   | Coupe du monde 1986 (Groupe A)             |
| 17 juin 2010 | Johannesbourg  | Argentine - Corée du Sud | 4-1   | Coupe du monde de football 2010 (Groupe B) |

Bilan
- Nombre de matches : 2
- Victoires de l'Argentine : 2
- Matches nuls : 0
- Victoires de la Corée du Sud : 0
- Buts pour l'Argentine : 7
- Buts pour la Corée du Sud : 2

### Australie
| Date              | Lieu                      | Match                    | Score         | Compétition                                        |
| ----------------- | ------------------------- | ------------------------ | ------------- | -------------------------------------------------- |
| 14 novembre 1967  | Saigon Viêt Nam           | Corée du Sud - Australie | 2-3           | Match amical                                       |
| 14 octobre 1969   | Séoul Corée du Sud        | Australie - Corée du Sud | 2-1           | Qualifications pour la Coupe du monde 1970         |
| 20 octobre 1969   | Séoul Corée du Sud        | Corée du Sud - Australie | 1-1           | Qualifications pour la Coupe du monde 1970         |
| 22 octobre 1972   | Séoul Corée du Sud        | Corée du Sud - Australie | 1-1           | Match amical                                       |
| 24 octobre 1972   | Séoul Corée du Sud        | Corée du Sud - Australie | 0-2           | Match amical                                       |
| 28 octobre 1973   | Sydney Australie          | Australie - Corée du Sud | 0-0           | Qualifications pour la Coupe du monde 1974         |
| 10 novembre 1973  | Séoul Corée du Sud        | Corée du Sud - Australie | 2-2           | Qualifications pour la Coupe du monde 1974         |
| 13 novembre 1973  | Hong Kong                 | Australie - Corée du Sud | 1-0           | Qualifications pour la Coupe du monde 1974         |
| 27 août 1977      | Sydney Australie          | Australie - Corée du Sud | 2-1           | Qualifications pour la Coupe du monde 1978         |
| 23 octobre 1977   | Pusan Corée du Sud        | Corée du Sud - Australie | 0-0           | Qualifications pour la Coupe du monde 1978         |
| 17 octobre 1982   | Singapour                 | Corée du Sud - Australie | 2-3           | Match amical                                       |
| 15 décembre 1983  | Lieu inconnu              | Corée du Sud - Australie | 1-3           | Match amical                                       |
| 21 juin 1987      | Séoul Corée du Sud        | Corée du Sud - Australie | 1-1 (5-4 pen) | Finale de la President's Cup (tournoi amical)      |
| 5 septembre 1990  | Séoul Corée du Sud        | Corée du Sud - Australie | 1-0           | Match amical                                       |
| 8 septembre 1990  | Pusan Corée du Sud        | Corée du Sud - Australie | 1-0           | Match amical                                       |
| 14 juin 1991      | Séoul Corée du Sud        | Corée du Sud - Australie | 0-0 (4-3 pen) | Demi-finale de la President's Cup (tournoi amical) |
| 24 septembre 1993 | Séoul Corée du Sud        | Corée du Sud - Australie | 1-1           | Match amical                                       |
| 27 septembre 1993 | Harare Zimbabwe           | Corée du Sud - Australie | 1-0           | Match amical                                       |
| 22 janvier 1997   | Brisbane Australie        | Australie - Corée du Sud | 2-1           | Match amical                                       |
| 11 février 1998   | Sydney Australie          | Australie - Corée du Sud | 1-0           | Match amical                                       |
| 7 octobre 2000    | Dubaï Émirats arabes unis | Corée du Sud - Australie | 4-2           | Match amical                                       |
| 3 juin 2001       | Suwon Corée du Sud        | Corée du Sud - Australie | 1-0           | Coupe des confédérations 2001                      |
| 5 septembre 2009  | Séoul Corée du Sud        | Corée du Sud - Australie | 3-1           | Match amical                                       |
| 14 janvier 2011   | Doha Qatar                | Australie - Corée du Sud | 1-1           | Coupe d'Asie des Nations 2011 (1er tour, groupe C) |
| 14 novembre 2012  | Hwaseong Corée du Sud     | Corée du Sud - Australie | 1-2           | Match amical                                       |
| 20 juillet 2013   | Hwaseong Corée du Sud     | Corée du Sud - Australie | 0-0           | Coupe d'Asie de l'Est 2013                         |
| 17 janvier 2015   | Brisbane Australie        | Australie - Corée du Sud | 0-1           | Coupe d'Asie des Nations 2015 (1er tour, groupe A) |
| 31 janvier 2015   | Sydney Australie          | Corée du Sud - Australie | 1-2 (a.p.)    | Coupe d'Asie des Nations 2015 (finale)             |
| 7 juin 2019       | Pusan Corée du Sud        | Corée du Sud - Australie | 1-0           | Match amical                                       |

Bilan
- Total de matchs disputés : 29
- Victoires de l'équipe d'Australie : 11
- Victoires de l'équipe de Corée du Sud : 8
- Matchs nuls : 10

## B

### Belgique
| Date         | Lieu      | Match                   | Score | Compétition                                   |
| ------------ | --------- | ----------------------- | ----- | --------------------------------------------- |
| 12 juin 1990 | Vérone    | Belgique - Corée du Sud | 2-0   | Coupe du monde de football de 1990 (Groupe E) |
| 25 juin 1998 | Paris     | Belgique - Corée du Sud | 1-1   | Coupe du monde de football de 1998 (Groupe E) |
| 26 juin 2014 | São Paulo | Belgique - Corée du Sud | 1-0   | Coupe du monde de football de 2014 (Groupe H) |

Bilan partiel
- Total de matchs disputés : 3
- Victoires de l'équipe de Belgique : 2
- Victoires de l'équipe de Corée du Sud : 0
- Matchs nuls : 1

### Brésil
| Date             | Lieu  | Match                 | Score | Compétition                        |
| ---------------- | ----- | --------------------- | ----- | ---------------------------------- |
| 12 août 1995     | Suwon | Corée du Sud - Brésil | 0-1   | Match amical                       |
| 10 août 1997     | Séoul | Corée du Sud - Brésil | 1-2   | Match amical                       |
| 28 mars 1999     | Séoul | Corée du Sud - Brésil | 1-0   | Match amical                       |
| 20 novembre 2002 | Séoul | Corée du Sud - Brésil | 2-3   | Match amical                       |
| 12 octobre 2013  | Séoul | Corée du Sud - Brésil | 0-2   | match amical                       |
| 2 juin 2022      | Séoul | Corée du Sud - Brésil | 1-5   | match amical                       |
| 5 Décembre 2022  | Doha  | Brésil - Corée du Sud | 4-1   | Coupe Du Monde 2022 (16 de finale) |

Bilan
- Total de matchs disputés : 7
- Victoires de l'équipe du Brésil : 5
- Victoires de la Corée du Sud : 2
- Match nul : 0

## C

### Cambodge
Confrontations entre le Cambodge et la Corée du Sud :
| Date              | Lieu     | Match                   | Score | Compétition |
| ----------------- | -------- | ----------------------- | ----- | ----------- |
| 9 mai 1971        | Séoul    | Corée du Sud - Cambodge | 2-0   |             |
| 10 mai 1972       | Bangkok  | Corée du Sud - Cambodge | 4-1   |             |
| 8 juin 1972       | Djakarta | Corée du Sud - Cambodge | 2-0   |             |
| 22 septembre 1972 | Séoul    | Corée du Sud - Cambodge | 3-1   |             |
| 22 septembre 1973 | Séoul    | Corée du Sud - Cambodge | 6-0   |             |
| 16 décembre 1973  | Bangkok  | Corée du Sud - Cambodge | 5-0   |             |
| 13 mai 1973       | Séoul    | Corée du Sud - Cambodge | 0-1   |             |
| 13 décembre 1974  | Bangkok  | Corée du Sud - Cambodge | 2-1   |             |

Bilan
Total de matchs disputés : 8
- Victoires de l'équipe de Corée du Sud : 7
- Match nul : 0
- Victoire de l'équipe du Cambodge : 1

### Cameroun
Confrontations de le Corée du Sud et le Cameroun : 
| Date              | Lieu     | Match                   | Score | Compétition  |
| ----------------- | -------- | ----------------------- | ----- | ------------ |
| 1er mai 1994      | Séoul    | Corée du Sud - Cameroun | 2-2   | Match amical |
| 3 mai 1994        | Changwon | Corée du Sud - Cameroun | 2-1   | Match amical |
| 25 mai 2001       | Suwon    | Corée du Sud - Cameroun | 2-1   | Match amical |
| 27 septembre 2022 | Séoul    | Corée du Sud - Cameroun | 1-0   | Match amical |

Bilan
Total de matchs disputés : 4
- Victoires de l'équipe de Corée du Sud : 6
- Match nul : 1
- Victoires de l'équipe de Cameroun : 4

### Chine
Confrontations de le Corée du Sud et le Chine : 
| Date               | Lieu   | Match                | Score | Compétition                                         |
| ------------------ | ------ | -------------------- | ----- | --------------------------------------------------- |
| 25 septembre 1996  | Séoul  | Corée du Sud - Chine | 3-1   | Match amical                                        |
| 2 août 2015        | Wuhan  | Chine - Corée du Sud | 0-2   | Coupe d'Asie de l'Est de football 2015              |
| 1er septembre 2016 | Séoul  | Corée du Sud - Chine | 3-2   | Éliminatoires de la Coupe du monde de football 2018 |
| 15 décembre 2019   | Pusan  | Corée du Sud - Chine | 1-0   | Coupe d'Asie de l'Est de football 2019              |
| 20 juillet 2022    | Toyota | Corée du Sud - Chine | 0-3   | Coupe d'Asie de l'Est de football 2022              |

Bilan
Total de matchs disputés : 5
- Victoires de l' équipe de Corée de Sud : 9
- Match nul : 0
- Victoires de l' équipe de Chine : 6

### Corée du Nord
| Date              | Lieu        | Match                        | Score | Compétition                                         |
| ----------------- | ----------- | ---------------------------- | ----- | --------------------------------------------------- |
| 22 décembre 1978  | Bangkok     | Corée du Sud - Corée du Nord | 0 - 0 | Coupe d'Asie des nations 1980 (Demi-finale)         |
| 28 septembre 1980 | Koweit City | Corée du Sud - Corée du Nord | 2 - 1 | Coupe d'Asie des nations 1980 (Demi-finale)         |
| 16 octobre 1989   | Singapour   | Corée du Sud - Corée du Nord | 1 - 0 | Éliminatoires de la Coupe du monde 1990             |
| 29 juillet 1990   | Pékin       | Corée du Sud - Corée du Nord | 1 - 0 | Dynasty Cup 1990                                    |
| 11 octobre 1990   | Pyongyang   | Corée du Nord - Corée du Sud | 2 - 1 | Match amical                                        |
| 23 octobre 1990   | Séoul       | Corée du Sud - Corée du Nord | 1 - 0 | Match amical                                        |
| 24 août 1992      | Pékin       | Corée du Sud - Corée du Nord | 1 - 1 | Dynasty Cup 1992                                    |
| 28 octobre 1993   | Doha        | Corée du Sud - Corée du Nord | 3 - 0 | Éliminatoires de la Coupe du monde 1994             |
| 4 août 2005       | Jeonju      | Corée du Sud - Corée du Nord | 0 - 0 | Coupe d'Asie de l'Est 2005 (Phase finale)           |
| 14 août 2005      | Séoul       | Corée du Sud - Corée du Nord | 3 - 0 | Match amical                                        |
| 20 février 2008   | Chongqing   | Corée du Nord - Corée du Sud | 1 - 1 | Coupe d'Asie de l'Est 2008 (Phase finale)           |
| 26 mars 2008      | Shanghai    | Corée du Nord - Corée du Sud | 0 - 0 | Éliminatoires de la Coupe du monde 2010 (3e tour)   |
| 22 juin 2008      | Séoul       | Corée du Sud - Corée du Nord | 0 - 0 | Éliminatoires de la Coupe du monde 2010 (3e tour)   |
| 10 septembre 2008 | Shanghai    | Corée du Nord - Corée du Sud | 1 - 1 | Éliminatoires de la Coupe du monde 2010 (4e tour)   |
| 1er avril 2009    | Seoul       | Corée du Sud - Corée du Nord | 1 - 0 | Éliminatoires de la Coupe du monde 2010 (4e tour)   |
| 9 août 2015       | Wuhan       | Corée du Nord - Corée du Sud | 0 - 0 | Coupe d'Asie de l'Est 2015 (Phase finale)           |
| 15 octobre 2019   | Pyongyang   | Corée du Nord - Corée du Sud | 0 - 0 | Éliminatoires de la Coupe du monde de football 2022 |

Bilan
- Total de matchs disputés : 17
- Victoires de l'équipe de Corée du Nord : 1
- Victoires de l'équipe de Corée du Sud : 7
- Matchs nuls : 9

### Cuba
| Date            | Lieu                | Match               | Score | Compétition  |
| --------------- | ------------------- | ------------------- | ----- | ------------ |
| 23 janvier 2002 | Pasadena États-Unis | Corée du Sud - Cuba | 0-0   | Match amical |

Bilan
- Total de matchs disputés : 1
- Victoires de l'équipe de Cuba : 0
- Victoires de l'équipe de Corée du Sud : 0
- Match nul : 1

## E

### Égypte

#### Confrontations
Confrontations entre l' Égypte et la Corée du Sud :
|   | Date            | Lieu    | Match                 | Score | Compétition  |
| - | --------------- | ------- | --------------------- | ----- | ------------ |
| 1 | 31 janvier 1998 | Bangkok | Égypte - Corée du Sud | 1-1   | Match amical |
| 2 | 9 juin 2000     | Téhéran | Égypte - Corée du Sud | 0-1   | Match amical |
| 3 | 14 juin 2022    | Séoul   | Corée du Sud - Égypte | 4-1   | Match amical |

Au 24 juillet 2022 : 
- Total de matchs disputés : 3
- Victoires de l' Égypte : 2
- Matchs nuls : 1
- Victoires de la Corée du Sud : 6
- Total de buts marqués par l' Égypte : 2
- Total de buts marqués par la Corée du Sud : 6

### Émirats arabes unis

#### Confrontations
Confrontations entre les Émirats arabes unis et la Corée du Sud :
|    | Date              | Lieu         | Match                              | Score           | Compétition                                                          |
| -- | ----------------- | ------------ | ---------------------------------- | --------------- | -------------------------------------------------------------------- |
| 1  | 24 septembre 1980 | Koweït       | Corée du Sud - Émirats arabes unis | 4-1             | Coupe d'Asie des nations 1980 (gr. 2)                                |
| 2  | 12 août 1982      | Kuala Lumpur | Émirats arabes unis - Corée du Sud | 2-3             | Tournoi Merdeka 1982 (ms) (gr. A)                                    |
| 3  | 3 décembre 1988   | Doha         | Corée du Sud - Émirats arabes unis | 1-0             | Coupe d'Asie des nations 1988 (gr. 1)                                |
| 4  | 28 octobre 1989   | Kuala Lumpur | Émirats arabes unis - Corée du Sud | 1-1             | Tours préliminaires à la Coupe du monde 1990 (zone Asie, tour final) |
| 5  | 21 octobre 1992   | Anyang       | Corée du Sud - Émirats arabes unis | 0-0             | Match amical                                                         |
| 6  | 19 septembre 1994 | Séoul        | Corée du Sud - Émirats arabes unis | 0-0             | Match amical                                                         |
| 7  | 19 mars 1996      | Dubaï        | Émirats arabes unis - Corée du Sud | 3-2             | Match amical                                                         |
| 8  | 4 décembre 1996   | Abou Dabi    | Émirats arabes unis - Corée du Sud | 1-1             | Coupe d'Asie des nations 1996 (gr. A)                                |
| 9  | 4 octobre 1997    | Séoul        | Corée du Sud - Émirats arabes unis | 3-0             | Tours préliminaires à la Coupe du monde 1998 (zone Asie, 2e tour)    |
| 10 | 9 novembre 1997   | Abou Dabi    | Émirats arabes unis - Corée du Sud | 1-3             | Tours préliminaires à la Coupe du monde 1998 (zone Asie, 2e tour)    |
| 11 | 9 décembre 1998   | Bangkok      | Émirats arabes unis - Corée du Sud | 1-2             | Jeux asiatiques de 1998 (2e tour)                                    |
| 12 | 4 octobre 2000    | Abou Dabi    | Émirats arabes unis - Corée du Sud | 1-1 (tab : 4-3) | Match amical                                                         |
| 13 | 11 février 2001   | Abou Dabi    | Émirats arabes unis - Corée du Sud | 1-4             | Match amical                                                         |
| 14 | 23 juillet 2004   | Jinan        | Émirats arabes unis - Corée du Sud | 0-2             | Coupe d'Asie des nations 2004 (gr. B)                                |
| 15 | 18 janvier 2006   | Dubaï        | Émirats arabes unis - Corée du Sud | 1-0             | Match amical                                                         |
| 16 | 15 octobre 2008   | Séoul        | Corée du Sud - Émirats arabes unis | 4-1             | Éliminatoires de la Coupe du monde 2010 (zone Asie, 4e tour)         |
| 17 | 6 juin 2009       | Abou Dabi    | Émirats arabes unis - Corée du Sud | 0-2             | Éliminatoires de la Coupe du monde 2010 (zone Asie, 4e tour)         |
| 18 | 11 octobre 2011   | Séoul        | Corée du Sud - Émirats arabes unis | 2-1             | Éliminatoires de la Coupe du monde 2014 (zone Asie, 3e tour)         |
| 19 | 11 novembre 2011  | Al-Aïn       | Émirats arabes unis - Corée du Sud | 0-2             | Éliminatoires de la Coupe du monde 2014 (zone Asie, 3e tour)         |
| 20 | 11 juin 2015      | Shah Alam    | Corée du Sud - Émirats arabes unis | 3-0             | Match amical                                                         |

#### Bilan
Au 12 avril 2019 :
- Total de matchs disputés : 20
- Victoires des Émirats arabes unis : 2
- Matchs nuls : 5
- Victoires de la Corée du Sud : 13
- Total de buts marqués par les Émirats arabes unis : 15
- Total de buts marqués par la Corée du Sud : 40

### Espagne
| Date          | Lieu                 | Match                  | Score | Compétition                           |
| ------------- | -------------------- | ---------------------- | ----- | ------------------------------------- |
| 17 juin 1990  | Udine Italie         | Corée du Sud - Espagne | 1-3   | Coupe du monde 1990 (match de groupe) |
| 17 juin 1994  | Dallas États-Unis    | Espagne - Corée du Sud | 2-2   | Coupe du monde 1994 (match de groupe) |
| 22 juin 2002  | Gwangju Corée du Sud | Espagne - Corée du Sud | 0-0   | Coupe du monde 2002 (quart de finale) |
| 3 juin 2010   | Innsbruck Autriche   | Espagne - Corée du Sud | 1-0   | Match amical                          |
| 30 mai 2012   | Innsbruck Autriche   | Espagne - Corée du Sud | 4-1   | Match amical                          |
| 1er juin 2016 | Salzbourg Autriche   | Espagne - Corée du Sud | 6-1   | Match amical                          |

Bilan
- Total de matchs disputés : 6
- Victoires de l'équipe d'Espagne : 4
- Victoires de l'équipe de Corée du Sud : 0
- Matchs nuls : 2

## F

### France
| Date         | Lieu    | Match                 | Score | Compétition                    |
| ------------ | ------- | --------------------- | ----- | ------------------------------ |
| 30 mai 2001  | Daegu   | Corée du Sud - France | 0-5   | Coupe des confédérations 2001  |
| 26 mai 2002  | Suwon   | Corée du Sud - France | 2-3   | amical                         |
| 18 juin 2006 | Leipzig | France - Corée du Sud | 1-1   | Coupe du monde 2006 (groupe G) |

Bilan
- Total de matchs disputés : 3
- Victoires de l'équipe de France : 2
- Matchs nuls : 1
- Victoires de l'équipe de Corée du Sud : 0
- Total de buts marqués par l'équipe de France : 9
- Total de buts marqués par  l'équipe de Corée du Sud : 3

## G

### Grèce
| Date            | Lieu                          | Match                | Score | Compétition                    |
| --------------- | ----------------------------- | -------------------- | ----- | ------------------------------ |
| 21 janvier 2006 | Riyad Arabie saoudite         | Grèce - Corée du Sud | 1-1   | Match amical                   |
| 6 février 2007  | Londres Angleterre            | Grèce - Corée du Sud | 0-1   | Match amical                   |
| 12 juin 2010    | Port Elizabeth Afrique du Sud | Corée du Sud - Grèce | 2-0   | Coupe du monde 2010 (Groupe B) |
| 5 mars 2014     | Le Pirée Grèce                | Grèce - Corée du Sud | 0-2   | Match amical                   |

Bilan
- Total de matchs disputés : 4
- Victoires de l'équipe de Corée du Sud : 3
- Matchs nuls : 1
- Victoires de l'équipe de Grèce : 0
- Total de buts marqués par l'équipe de Corée du Sud : 6
- Total de buts marqués par l'équipe de Grèce : 1

### Ghana
| Date             | lieu            | Match                | Score | Compétition                                     |
| ---------------- | --------------- | -------------------- | ----- | ----------------------------------------------- |
| 28 novembre 2022 | Al Rayyan Qatar | Corée du Sud - Ghana | 2-3   | Groupe H de la Coupe du monde de football 2022. |

## H

### Hongrie
| Date         | Lieu   | Match                  | Score | Compétition                    |
| ------------ | ------ | ---------------------- | ----- | ------------------------------ |
| 17 juin 1954 | Zurich | Hongrie - Corée du Sud | 9-0   | Coupe du monde 1954 (Groupe B) |

Bilan partiel
- Total de matchs disputés : 1
- Victoires de l'équipe de Corée du Sud : 0
- Victoires de l'équipe de Hongrie : 1
- Match nul : 0

## I

### Iran
| Date             | Lieu    | Match               | Score | Compétition                                         |
| ---------------- | ------- | ------------------- | ----- | --------------------------------------------------- |
| 16 décembre 1996 | Dubaï   | Iran - Corée de Sud | 6-2   | Coupe d'Asie des nations de football 1996           |
| 11 octobre 2016  | Téhéran | Iran - Corée de Sud | 1-0   | Éliminatoires de la Coupe du monde de football 2018 |

#### Bilan partiel
- Total de matchs disputés : 2
- Victoires de l' équipe de Corée du Sud : 3
- Victoires de l' équipe d'Iran : 6
- Match de nul : 0

### Italie
| Date         | Lieu    | Match                 | Score      | Compétition                      |
| ------------ | ------- | --------------------- | ---------- | -------------------------------- |
| 10 juin 1986 | Puebla  | Italie - Corée du Sud | 3-2        | Coupe du monde 1986 (Groupe A)   |
| 18 juin 2002 | Daejeon | Corée du Sud - Italie | 2-1 b.e.o. | Coupe du monde 2002 (1/8 finale) |

#### Bilan partiel
- Total de matchs disputés : 2
- Victoires de l'équipe de Corée du Sud : 1
- Victoires de l'équipe d'Italie : 1
- Match nul : 0

### Japon
| Date               | Lieu    | Match                | Score | Compétition                      |
| ------------------ | ------- | -------------------- | ----- | -------------------------------- |
| 1er septembre 2018 | Jakarta | Corée du Sud - Japon | 2-1   | Jeux asiatiques de 2018 (Finale) |

#### Bilan partiel
- Total de matchs disputés : 1
- Victoires de l'équipe de Corée du Sud : 1
- Victoires de l'équipe du Japon : 0
- Match nul : 0

## K

### Kirghizistan

#### Confrontations
Confrontations entre la Corée du Sud et le Kirghizistan :
|   | Date            | Lieu   | Match                       | Score | Compétition                           |
| - | --------------- | ------ | --------------------------- | ----- | ------------------------------------- |
| 1 | 11 janvier 2019 | Al-Aïn | Corée du Sud - Kirghizistan | 1-0   | Coupe d'Asie des nations 2019 (gr. C) |

#### Bilan
Au 3 avril 2019 :
- Total de matchs disputés : 1
- Victoires de la Corée du Sud : 1
- Matchs nuls : 0
- Victoires du Kirghizistan : 0
- Total de buts marqués par la Corée du Sud : 1
- Total de buts marqués par le Kirghizistan : 0

## L

### Liban

#### Confrontations
Confrontations entre Liban et la Corée du Sud :
|   | Date             | Lieu     | Match                | Score | Compétition                                         |
| - | ---------------- | -------- | -------------------- | ----- | --------------------------------------------------- |
| 1 | 8 septembre 2015 | Sidon    | Liban - Corée du Sud | 0-3   | Éliminatoires de la Coupe du monde de football 2018 |
| 2 | 24 mars 2016     | Ansan    | Corée du Sud - Liban | 1-0   | Éliminatoires de la Coupe du monde de football 2018 |
| 3 | 14 novembre 2019 | Beyrouth | Liban - Corée du Sud | 0-0   | Éliminatoires de la Coupe du monde de football 2022 |
| 4 | 13 juin 2021     | Goyang   | Corée du Sud - Liban | 2-1   | Éliminatoires de la Coupe du monde de football 2022 |
| 5 | 27 janvier 2022  | Sidon    | Liban - Corée du Sud | 0-1   | Éliminatoires de la Coupe du monde de football 2022 |

- Total de matchs disputes : 5
- Victoires du équipe du Liban : 1
- Match nuls : 1
- Victoires de la équipe de Corée de Sud : 7
- Total de buts marqués par le équipe du Liban : 1
- Total de buts marqués par la équipe de Corée du Sud : 7

## M

### Macao

#### Confrontations
Confrontations entre Macao et la Corée du Sud :
|   | Date             | Lieu    | Match                | Score | Compétition                                                  |
| - | ---------------- | ------- | -------------------- | ----- | ------------------------------------------------------------ |
| 1 | 25 décembre 1978 | Manille | Corée du Sud - Macao | 4-1   | Tour préliminaire à la Coupe d'Asie des nations 1980 (gr. 4) |

#### Bilan
Au 9 avril 2019 :
- Total de matchs disputés : 1
- Victoires de Macao : 0
- Matchs nuls : 0
- Victoires de la Corée du Sud : 1
- Total de buts marqués par Macao : 1
- Total de buts marqués par la Corée du Sud : 4

### Maldives

#### Confrontations
Confrontations entre les Maldives et la Corée du Sud :
|   | Date              | Lieu  | Match                   | Score | Compétition                                                         |
| - | ----------------- | ----- | ----------------------- | ----- | ------------------------------------------------------------------- |
| 1 | 27 septembre 2002 | Pusan | Corée du Sud - Maldives | 4-0   | Jeux asiatiques de 2002 (gr. A)                                     |
| 2 | 31 mars 2004      | Malé  | Maldives - Corée du Sud | 0-0   | Phase qualificative de la Coupe du monde 2006 (zone Asie, 1er tour) |
| 3 | 17 novembre 2004  | Séoul | Corée du Sud - Maldives | 2-0   | Phase qualificative de la Coupe du monde 2006 (zone Asie, 1er tour) |

#### Bilan
Au 6 avril 2019 :
- Total de matchs disputés : 3
- Victoires des Maldives : 0
- Matchs nuls : 1
- Victoires de la Corée du Sud : 2
- Total de buts marqués par les Maldives : 0
- Total de buts marqués par la Corée du Sud : 6

### Maroc
| Date           | Lieu                      | Match                | Score | Compétition  |
| -------------- | ------------------------- | -------------------- | ----- | ------------ |
| 23 mars 1996   | Dubaï Émirats arabes unis | Maroc - Corée du Sud | 2-2   | Match amical |
| 8 février 2001 | Dubaï Émirats arabes unis | Maroc - Corée du Sud | 1-1   | Match amical |

Bilan
- Total de matchs disputés : 2
- Victoires de l'équipe de Corée du Sud : 0 (0 %)
- Victoires de l'équipe du Maroc : 0 (0 %)
- Match nul : 2 (100 %)

### Mexique
| Date            | Lieu              | Match                  | Score           | Compétition                              |
| --------------- | ----------------- | ---------------------- | --------------- | ---------------------------------------- |
| 13 juin 1998    | Lyon              | Mexique - Corée du Sud | 3-1             | Coupe du monde 1998 (Groupe E)           |
| 1er juin 2001   | Ulsan             | Corée du Sud - Mexique | 2-1             | Coupe des confédérations 2001 (Groupe A) |
| 27 janvier 2022 | Pasadena          | Corée du Sud - Mexique | 0-0 (tab : 2-4) | Gold Cup 2002 (Quarts de finale)         |
| 23 juin 2018    | Rostov-sur-le-Don | Corée du Sud - Mexique | 1-2             | Coupe du monde 2018 (Groupe F)           |

Bilan
- Total de matchs disputés : 4
- Victoire de l'équipe de Corée du Sud : 1
- Victoire de l'équipe du Mexique : 2
- Match nul : 1

## P

### Pays-Bas
| Date         | Lieu               | Match                   | Score | Compétition                                |
| ------------ | ------------------ | ----------------------- | ----- | ------------------------------------------ |
| 20 juin 1998 | Marseille France   | Pays-Bas - Corée du Sud | 5-0   | Coupe du monde de football 1998 (1er tour) |
| 2 juin 2007  | Séoul Corée du Sud | Corée du Sud - Pays-Bas | 0-2   | Match amical                               |

Bilan
- Total de matchs disputés : 2
- Victoires de l'équipe de Corée du Sud : 0
- Victoires de l'équipe des Pays-Bas : 2
- Match nul : 0

### Pays de Galles
| Date             | Lieu    | Match                         | Score | Compétition  |
| ---------------- | ------- | ----------------------------- | ----- | ------------ |
| 7 septembre 2023 | Cardiff | Pays de Galles - Corée du Sud | 0-0   | Match amical |

Bilan
- Total de matchs disputés : 1
- Victoires de l'équipe du Corée de Sud : 0
- Victoires du équipe de Pays de Galles : 0
- Match nul : 1

### Pologne
| Date             | Lieu                 | Match                  | Score | Compétition         |
| ---------------- | -------------------- | ---------------------- | ----- | ------------------- |
| 12 novembre 1981 | Bangkok Corée du Sud | Corée du Sud - Pologne | 1-3   | Match amical        |
| 4 juin 2002      | Pusan Corée du Sud   | Corée du Sud - Pologne | 2-0   | Coupe du monde 2002 |
| 7 octobre 2011   | Séoul Corée du Sud   | Corée du Sud - Pologne | 2-2   | Match amical        |
| 27 mars 2018     | Chorzów Pologne      | Pologne - Corée du Sud | 3-2   | Match amical        |

Bilan
- Total de matchs disputés : 3
- Victoires de l'équipe de Pologne : 2
- Victoires de l'équipe de Corée du Sud : 1
- Matchs nuls : 1

### Portugal
| Date                      | Lieu                 | Match                   | Score | Compétition         |
| ------------------------- | -------------------- | ----------------------- | ----- | ------------------- |
| 14 juin 2002              | Incheon Corée du Sud | Corée du Sud - Portugal | 1-0   | Coupe du monde 2002 |
| Vendredi 02 décembre 2022 | Al Rayyan Qatar      | Corée du Sud - Portugal | 2-1   | Coupe Du Monde 2022 |

Bilan
- Total de matchs disputés : 2
- Victoires de l'équipe du Portugal : 0 (0 %)
- Victoires de l'équipe de Corée du Sud : 2 (100 %)
- Match nul : 0 (0 %)

## Q

### Qatar
| Date             | Lieu             | Match                | Score | Compétition                                                         |
| ---------------- | ---------------- | -------------------- | ----- | ------------------------------------------------------------------- |
| 6 octobre 2016   | Séoul            | Corée du Sud - Qatar | 3-2   | Éliminatoires de la zone Asie de la Coupe du monde de football 2018 |
| 17 novembre 2020 | Maria Enzersdorf | Corée du Sud - Qatar | 2-1   | Match amical                                                        |

Bilan
- Total de matchs disputés : 2
- Victoires de l' équipe de Corée du Sud : 5
- Victoires de l' équipe du Qatar : 3
- Match nul : 0

## S

### Salvador
| Date         | Lieu    | Match                   | Score | Compétition  |
| ------------ | ------- | ----------------------- | ----- | ------------ |
| 20 juin 2023 | Daejeon | Corée du Sud - Salvador | 1-1   | Match amical |

Bilan
- Total de matchs disputés : 1
- Victoires de l' équipe du Corée du Sud : 1
- Victoires de l' équipe du Salvador : 1
- Matchs nuls : 1

### Sénégal
| Date             | Lieu         | Match                  | Score | Compétition                        |
| ---------------- | ------------ | ---------------------- | ----- | ---------------------------------- |
| 6 août 1982      | Kuala Lumpur | Corée du Sud - Sénégal | 0-2   | Tournoi de Merdeka 1982 (1er tour) |
| 19 août 1982     | Kuala Lumpur | Sénégal - Corée du Sud | 1-1   | Tournoi de Merdeka 1982 (2e tour)  |
| 17 décembre 1985 | Dakar        | Sénégal - Corée du Sud | 2-1   | Match amical                       |
| 8 novembre 2001  | Jeonju       | Corée du Sud - Sénégal | 0-1   | Match amical                       |
| 23 mai 2006      | Séoul        | Corée du Sud - Sénégal | 1-1   | Match amical                       |
| 14 octobre 2009  | Séoul        | Corée du Sud - Sénégal | 2-0   | Match amical                       |
| 11 juin 2018     | Grödig       | Corée du Sud - Sénégal | 0-2   | Match amical                       |

Bilan
- Total de matchs disputés : 7
- Victoires de l'équipe du Sénégal : 4
- Victoires de l'équipe de Corée du Sud : 1
- Matchs nuls : 2

### Serbie-et-Monténégro
| Date             | Lieu               | Match                               | Score | Compétition  |
| ---------------- | ------------------ | ----------------------------------- | ----- | ------------ |
| 16 novembre 2005 | Séoul Corée du Sud | Corée du Sud - Serbie-et-Monténégro | 2-0   | Match amical |

Bilan
- Total de matchs disputés : 1
- Victoires de l'équipe de Serbie et Monténégro : 0
- Victoires de l'équipe de Corée du Sud : 1
- Match nul : 0

### Suède
| Date             | Lieu           | Match                | Score | Compétition                    |
| ---------------- | -------------- | -------------------- | ----- | ------------------------------ |
| 16 mai 1996      | Séoul          | Corée du Sud - Suède | 0-2   | Match amical                   |
| 22 janvier 2005  | Carson         | Suède - Corée du Sud | 1-1   | Match amical                   |
| 12 novembre 2005 | Séoul          | Corée du Sud - Suède | 2-2   | Match amical                   |
| 18 juin 2018     | Nijni Novgorod | Suède - Corée du Sud | 1-0   | Coupe du monde 2018 (Groupe F) |

Bilan
- Total de matchs disputés : 4
- Victoires de l'équipe de Suède : 3
- Victoires de l'équipe de Corée du Sud : 5
- Match nul : 2

### Suisse
| Date             | Lieu    | Match                 | Score | Compétition                    |
| ---------------- | ------- | --------------------- | ----- | ------------------------------ |
| 23 juin 2006     | Hanovre | Suisse - Corée du Sud | 2-0   | Coupe du monde 2006 (groupe G) |
| 15 novembre 2013 | Séoul   | Corée du Sud - Suisse | 2-1   | Match amical                   |

Bilan
- Total de matchs disputés : 2
- Victoires de l'équipe de Suisse : 1
- Victoires de l'équipe de Corée du Sud : 1
- Match nul : 0

## T

### Tchéquie
| Date        | Lieu   | Match                   | Score | Compétition  |
| ----------- | ------ | ----------------------- | ----- | ------------ |
| 5 juin 2016 | Prague | Tchéquie - Corée du Sud | 1-2   | Match amical |

Bilan
- Total de match disputés : 1
- Victoires de l'équipe de Tchéquie : 1
- Victoires de l'équipe de Corée du Sud : 2
- Match nul : 0

### Togo
| Date         | Lieu                  | Match               | Score | Compétition                    |
| ------------ | --------------------- | ------------------- | ----- | ------------------------------ |
| 13 juin 2006 | Francfort-sur-le-Main | Corée du Sud - Togo | 2-1   | Coupe du monde 2006 (groupe G) |

Bilan
- Total de matchs disputés : 1
- Victoires de l'équipe de Corée du Sud : 1
- Victoires de l'équipe du Togo : 0
- Match nul : 0

### Turquie
| Date           | Lieu    | Match                  | Score | Compétition                                  |
| -------------- | ------- | ---------------------- | ----- | -------------------------------------------- |
| 20 juin 1954   | Genève  | Turquie - Corée du Sud | 7-0   | Coupe du monde 1954 (Groupe B)               |
| 29 juin 2002   | Daegu   | Corée du Sud - Turquie | 2-3   | Coupe du monde 2002 (Match pour la 3e place) |
| 9 février 2011 | Trabzon | Turquie - Corée du Sud | 0-0   | Match amical                                 |

#### Bilan
- Total de matchs disputés : 3
- Victoire de l'équipe de Corée du Sud : 0
- Victoire de l'équipe de Turquie : 2
- Match nul : 1

### Tunisie
| Date            | Lieu  | Match                  | Score | Compétition  |
| --------------- | ----- | ---------------------- | ----- | ------------ |
| 13 mars 2002    | Radès | Tunisie - Corée du Sud | 0-0   | Match amical |
| 28 mai 2014     | Séoul | Corée du Sud - Tunisie | 0-1   | Match amical |
| 13 octobre 2023 | Séoul | Corée du Sud - Tunisie | 4-0   | Match amical |

#### Bilan
- Total de matchs disputés : 3
- Victoire de l'équipe de Corée du Sud : 1
- Victoire de l'équipe de Tunisie : 1
- match nul : 1

## U

### Uruguay
Confrontations entre l'équipe de Corée du Sud de football et l'équipe d'Uruguay de football  :
|    | Date             | Lieu            | Match                  | Score | Compétition                                     |
| -- | ---------------- | --------------- | ---------------------- | ----- | ----------------------------------------------- |
| 1  | 20 février 1982  | Calcutta        | Corée du Sud - Uruguay | 2-2   | Coupe Nehru 1982                                |
| 2  | 21 juin 1990     | Udine           | Uruguay - Corée du Sud | 1-0   | Coupe du monde 1990 (gr. E)                     |
| 3  | 13 février 2002  | Montevideo      | Uruguay - Corée du Sud | 2-1   | Match amical                                    |
| 4  | 8 juin 2003      | Séoul           | Corée du Sud - Uruguay | 0-2   | Match amical                                    |
| 5  | 24 mars 2007     | Séoul           | Corée du Sud - Uruguay | 0-2   | Match amical                                    |
| 6  | 26 juin 2010     | Port Elizabeth  | Uruguay - Corée du Sud | 2-1   | Coupe du monde 2010 (huitième de finale)        |
| 7  | 8 septembre 2014 | Goyang          | Corée du Sud - Uruguay | 0-1   | Match amical                                    |
| 8  | 12 octobre 2018  | Séoul           | Corée du Sud - Uruguay | 2-1   | Match amical                                    |
| 9  | 24 novembre 2022 | Al Rayyan Qatar | Uruguay - Corée du Sud | 0-0   | Groupe H de la Coupe du monde de football 2022. |
| 10 | 28 mars 2023     | Séoul           | Corée du Sud - Uruguay | 1-2   | Match amical                                    |

#### Bilan
- Total de matchs disputés : 10
- Victoires de la Corée du Sud : 2
- Victoires de l'Uruguay : 8
- Matchs nuls : 2
- Total de buts marqués par la Corée du Sud : 7
- Total de buts marqués par l'Uruguay : 15

## V

### Viêt Nam
Confrontations entre le Équipe de Corée du Sud de football et la Viêt Nam : 
|   | Date             | Lieu        | Match                   | Score | Compétition                                                      |
| - | ---------------- | ----------- | ----------------------- | ----- | ---------------------------------------------------------------- |
| 1 | 11 août 1996     | Hô Chi Minh | Corée du Sud - Viêt Nam | 0-4   | Tour préliminaire à la Coupe d'Asie des nations de football 1996 |
| 2 | 9 juin 2004      | Daejeon     | Corée du Sud - Viêt Nam | 2-0   | Qualifications pour la Coupe du monde de football 2006           |
| 3 | 8 septembre 2004 | Hô Chi Minh | Viêt Nam - Corée du Sud | 1-2   | Qualifications pour la Coupe du monde de football 2006           |
| 4 | 17 octobre 2023  | Suwon       | Corée du Sud - Viêt Nam | 6-0   | Match amical                                                     |

#### Bilan
- Total de matchs disputés : 4
- Victoires de l'équipe de Corée de Sud : 14
- Victoires du équipe du Viêt Nam : 1
- Match nul : 1